# Superprestige veldrijden 2001-2002
Hier volgt een overzicht van de resultaten in de Superprestige veldrijden van het seizoen 2001-2002. 
De overwinning ging, na een spannende finale in Vorselaar, naar Sven Nys (Rabobank). Vervecken (Spaar Select) stond na 7 van de 8 wedstrijden nog aan kop, maar doordat Nys in de laatste manche 2de werd en Vervecken geen punten haalde na een valpartij eindigde hij uiteindelijk als tweede. Bart Wellens (Spaar Select) eindigde in het klassement als derde.

## Puntenverdeling
Punten werden toegekend aan alle crossers die in aanmerking kwamen voor Superprestige-punten. De top vijftien ontving punten aan de hand van de volgende tabel:
| Positie | 1  | 2  | 3  | 4  | 5  | 6  | 7  | 8  | 9  | 10 | 11 | 12 | 13 | 14 | 15 | 16 | 17 | 18 | 19 | 20 |
| Punten  | 30 | 25 | 21 | 18 | 16 | 15 | 14 | 13 | 12 | 11 | 10 | 9  | 8  | 7  | 6  | 5  | 4  | 3  | 2  | 1  |

## Mannen

### Kalender en podia
| Datum      | Locatie             | Eerste              | Tweede          | Derde               |         |
| ---------- | ------------------- | ------------------- | --------------- | ------------------- | ------- |
| 21/10/2001 | Ruddervoorde        | Bart Wellens        | Sven Nys        | Erwin Vervecken     | details |
| 04/11/2001 | Sint-Michielsgestel | Erwin Vervecken     | Sven Nys        | Bart Wellens        | details |
| 11/11/2001 | Asper-Gavere        | Sven Nys            | Tom Vannoppen   | Richard Groenendaal | details |
| 25/11/2001 | Gieten              | Sven Nys            | Bart Wellens    | Tom Vannoppen       | details |
| 08/12/2001 | Hoogstraten         | Erwin Vervecken     | Mario De Clercq | Sven Nys            | details |
| 30/12/2001 | Diegem              | Erwin Vervecken     | Mario De Clercq | Peter Van Santvliet | details |
| 10/02/2002 | Harnes              | Richard Groenendaal | Erwin Vervecken | Sven Vanthourenhout | details |
| 23/02/2002 | Vorselaar           | Richard Groenendaal | Sven Nys        | Bart Wellens        | details |

### Eindklassement
| #   | Veldrijder          | Punten |
| --- | ------------------- | ------ |
| 1.  | Sven Nys            | 177    |
| 2.  | Erwin Vervecken     | 160    |
| 3.  | Bart Wellens        | 153    |
| 4.  | Mario De Clercq     | 142    |
| 5.  | Tom Vannoppen       | 132    |
| 6.  | Richard Groenendaal | 130    |
| 7.  | Gerben de Knegt     | 121    |
| 8.  | Sven Vanthourenhout | 108    |
| 9.  | Peter Van Santvliet | 108    |
| 10. | Arne Daelmans       | 93     |